# Álbuns número um na Billboard 200 em 2025
Esta é uma lista dos álbuns classificados como número um nos Estados Unidos em 2025. Os álbuns e EPs de melhor desempenho nos Estados Unidos estão classificados na parada da Billboard 200, publicada pela revista Billboard. Os dados são compilados pela Luminate Data com base nas vendas físicas e digitais semanais de cada álbum, bem como na contagem de streamings sob demanda e nas vendas digitais de suas faixas individuais.

## Histórico
| Semana de       | Álbum                | Artista(s)            | Vendas   | Ref         |
| --------------- | -------------------- | --------------------- | -------- | ----------- |
| 4 de janeiro    | SOS                  | SZA                   | 178 mil  | [ 1 ]       |
| 11 de janeiro   | SOS                  | SZA                   | 130 mil  | [ 2 ]       |
| 18 de janeiro   | WHAM                 | Lil Baby              | 140 mil  | [ 3 ] [ 4 ] |
| 25 de janeiro   | Debí Tirar Más Fotos | Bad Bunny             | 203 mil  | [ 5 ]       |
| 1 de fevereiro  | Debí Tirar Más Fotos | Bad Bunny             | 151 mil  | [ 6 ]       |
| 8 de fevereiro  | Debí Tirar Más Fotos | Bad Bunny             | 117 mil  | [ 7 ]       |
| 15 de fevereiro | Hurry Up Tomorrow    | The Weeknd            | 490 mil  | [ 8 ]       |
| 20 de fevereiro | GNX                  | Kendrick Lamar        | 236 mil  | [ 9 ]       |
| 1 de março      | Some Sexy Songs 4 U  | Drake e PartyNextDoor | 246 mil  | [ 10 ]      |
| 8 de março      | So Close to What     | Tate McRae            | 177 mil  | [ 11 ]      |
| 15 de março     | GNX                  | Kendrick Lamar        | 90,5 mil | [ 12 ]      |
| 22 de março     | Mayhem               | Lady Gaga             | 219 mil  | [ 13 ]      |
| 29 de março     | Music                | Plaiboi Carti         | 298 mil  | [ 14 ]      |
| 5 de abril      | Music                | Plaiboi Carti         | 131 mil  | [ 15 ]      |